# タイ洪水 (2011年)
タイ洪水（2011年）は、2011年のモンスーン期にタイで起こった洪水。チャオプラヤー川流域で甚大な被害を出し、メコン川周辺でも洪水が発生した。7月から始まり3か月以上続いた洪水は、2011年11月5日の時点で446人が死亡し230万人が影響を受けたと見られ、また被害総額は1567億バーツ（4,000億円弱）と想定されている。600万ヘクタール以上が浸水し、うち30万ヘクタールは農地であった。北部のチエンマイ県から、チャオプラヤー川流域の支流に存在する中部のバンコクまで、58の県に浸水が及んだ。この洪水は、「流出した水量と、影響を受けた人数に関して最悪の洪水」であると言われている。7つの主要な工業団地も最大で3m程度浸水し、それが40日程度続くと考えられている。
世界銀行の推計では、自然災害による経済損失額の大きさでは、東日本大震災、阪神・淡路大震災、ハリケーン・カトリーナに次ぐ史上4位である（2011年現在）。

## 背景

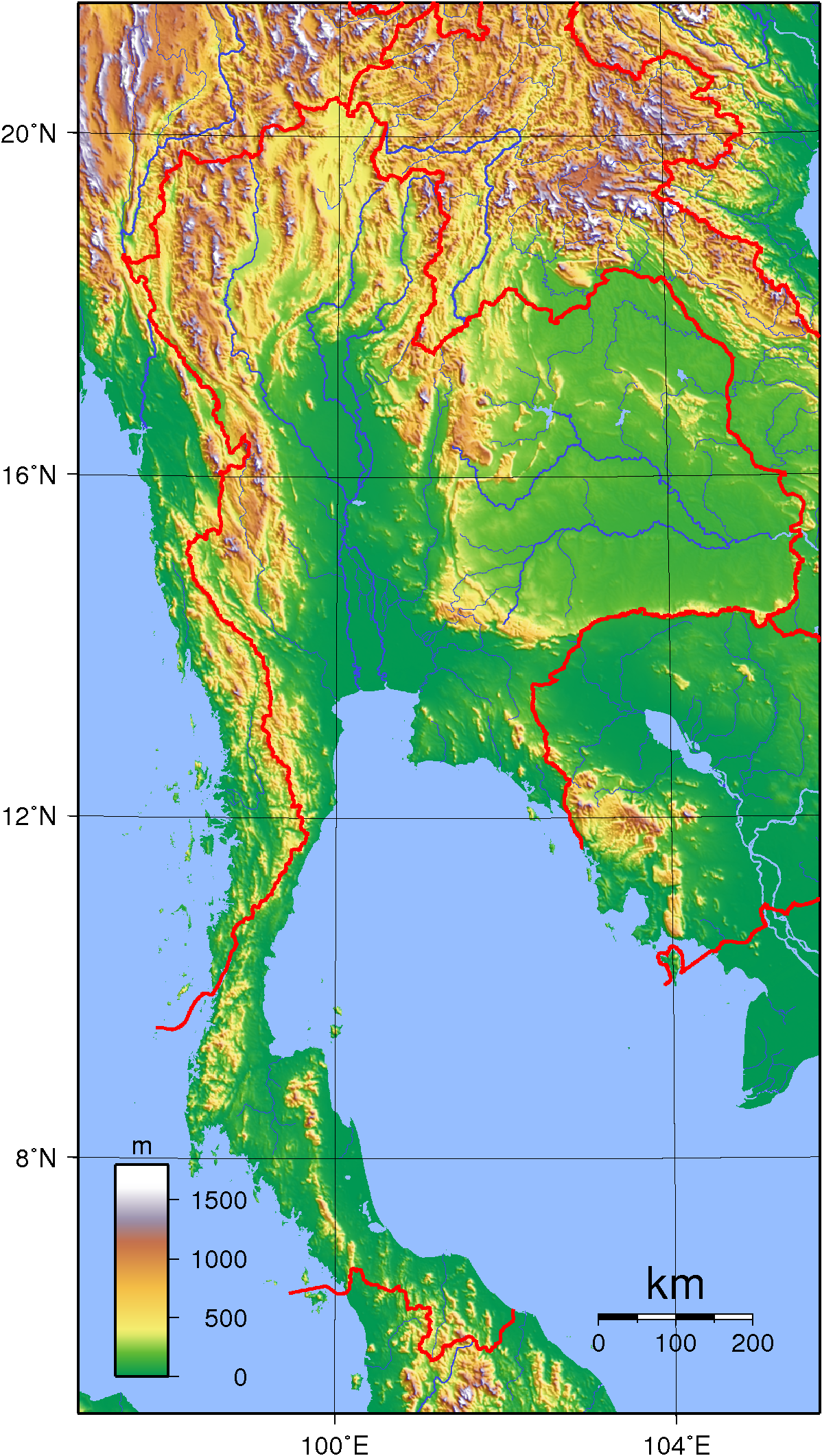
タイの地形図。チャオプラヤー川の支流は、北部の山岳地帯から流れ始め、中央の平野部で合流し、南のタイランド湾へ注ぐ。東北部の台地からはチー川とムン川が流れており、タイとラオスの国境となるメコン川に流れ込む。

熱帯性気候に分類され湿潤な気候であるタイでは、様々な小地域で季節的に激しい鉄砲水が起こりがちである。鉄砲水はタイ北部から始まり、チャオプラヤー川を通って下流のタイ中部の平野に広がる。東北部の台地ではメコン川に注ぐチー川とムン川に流れ込み、あるいは沿岸部の岡の側を通り東部に広がる。ベトナムや半島の南部を襲った熱帯低気圧の残滓は一般に降水量を増加させるため、それによってさらなる洪水のリスクをもたらす。複数のダムや灌漑用水路、放水路といった排水制御システムは整備されていたものの、特に農村地域では、洪水の被害を防ぐためには不十分なものだった。タイの首都バンコクはチャオプラヤー川の河口部に位置し洪水になりがちな場所であったが、2001年に始まった排水トンネルシステムなど、頻発する洪水を防ぐための多大な努力が払われていた。1995年にバンコクで大きな洪水が起きた後は小規模な洪水があったのみであり、洪水対策はある程度の成功を収めたと考えられていた。
しかし、他の地域では、例えば2010年にも深刻な洪水被害を受けている地域もある。
またそもそも洪水の危険性を認知していなかったという訴えもある。

## 洪水

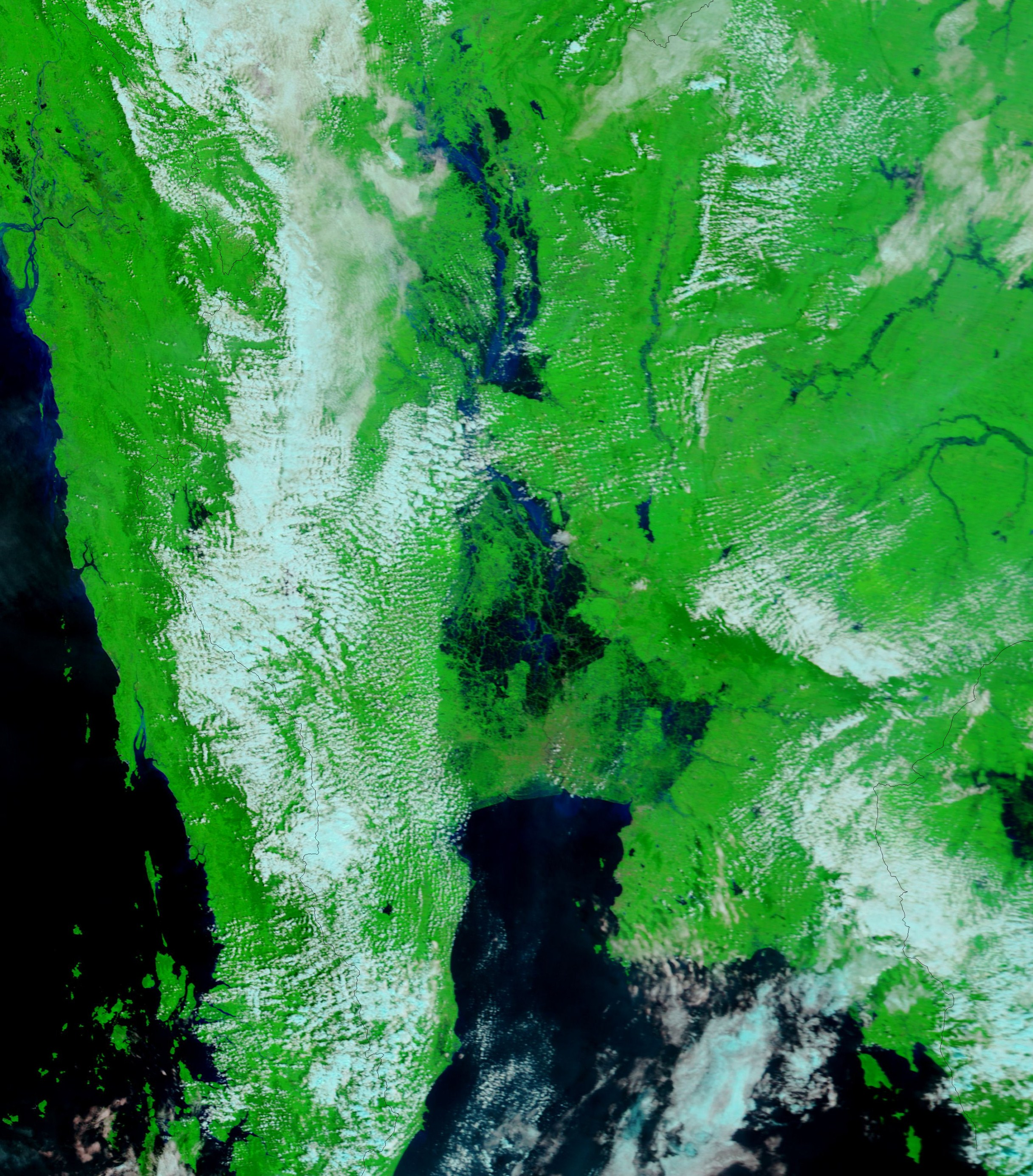
2011年10月19日の洪水の範囲を示す衛星写真。水は濃紺で表している。

2011年のタイにおける大きな洪水は、モンスーン期が過ぎた後、台風平成23年台風第8号（アジア名：ノックテン）がベトナム北部へ上陸したことから始まった。台風はタイ北部および東北部において多量の降雨をもたらし、多くの県で7月31日から鉄砲水が発生した。その後一週間で13人の死亡が確認され、東北部の多数の県で浸水が進んだ。中部高地の県にも、ヨム川とナーン川からあふれ出た水が流れ、洪水が広がった。タイランド湾沿岸部のプラチュワップキーリーカン県も影響を受けた。
9月19日までに、ほぼ全ての中部低地の県が洪水による影響を受けた。その中にはバンコクと北側の県境に位置する県もあった。水門が壊れたことによって、チャオプラヤー川の流水が灌漑用水路を通じて流れ出し、広い地域の水田を水没させた。しかし、これらの地域が貯水池として働くことによって、バンコクへの洪水の被害を軽減したとも考えられている。
9月末～10月初頭には、さらに3つの台風がインドシナ半島に上陸した。タイ国内の大部分のダムは、既に貯水可能な容量の限界に近いか、容量を超えていたため、下流の洪水を更に悪化させる可能性がありながらも、放水量を増加させなければならなかった。アユタヤの洪水は増水した水が市境を超えるほどに悪化し、アユタヤ歴史公園を浸水させたため、市民は避難を余儀なくされた。工業地帯を保護していた堤防は破壊され、その結果主要な工場と国中の製造業のサプライチェーンが破壊された。ナコーンサワンでは、街を保護していた土嚢による堤防が破壊され、街が急速に浸水した。アユタヤやナコーンサワンの病院に入院していた数百人の患者は、病院が浸水し生命維持装置が故障したためボートによって市の外の病院へ移動させられた。

### バンコクにおける洪水被害
増水した水が下流へ流れ出すのに伴い、10月中旬から終わりにかけて首都バンコクの中心部でも冠水が広がり、タイの行政機構に大きな影響を及ぼした。
タイ政府は、バンコク近郊で大型の土嚢による堤防と運河によって排水を進めている。
11月6日には、バンコク東部のバーンチャン工業団地内部まで浸水した。同団地の北西部で運河から浸水、また東部では道路の冠水が数十メートルにわたった。東北部でも運河からの浸水があり、水深は深いところで40～50センチとなった。
11月17日に、タイのインラック・シナワット首相は数日の内に洪水被害が和らぐ可能性を示唆した。
同年12月23日、スクムパン・バンコク都知事は、最後まで水が残っていたバンケン区で22日に排水作業を完了したとし、バンコク都内のほぼ全域で水が引いたとして洪水の終息を宣言した。
チャオプラヤ川の勾配が低く、水がゆっくりと流れることが、今回の洪水の長期化の原因の一つである。

## 救援活動
タイ政府による集中的な洪水のモニタリングと救援活動は8月半ばに始まった。8月初頭に任命されたタイのインラック首相は、8月12日より洪水の被害のあった県を視察を開始し、担当大臣と国会議員も被災地を訪問、地方の行政機関に支援を約束した。政府の対策本部であるThe 24/7 Emergency Operation Center for Flood, Storm and Landslideは、洪水への警戒や救援活動を調整するために、内務省の防災・災害対策部のもとに8月20日に設立された。
また、被災した地方行政機構に対して、タイ政府は追加の復興支援予算を割り当てた。インラック首相は下水道の整備などを含む長期の水害の再発防止策への投資を表明した。
中国、日本、ニュージーランドおよび米国では、救援活動のための支援と援助を約束した。日本は氾濫水の排水のため排水ポンプ車を派遣するなど、復旧・復興のための取り組みを実施した。

## 被害
この洪水は、「水量と、被害を受けた人数に関して最悪の洪水」であると言われている。政府機関の発表によると、10月18日までには、洪水によって82万4848家族の248万4393人が影響を受けたとみられる 。また、11月5日現在の死亡者数は446人である。

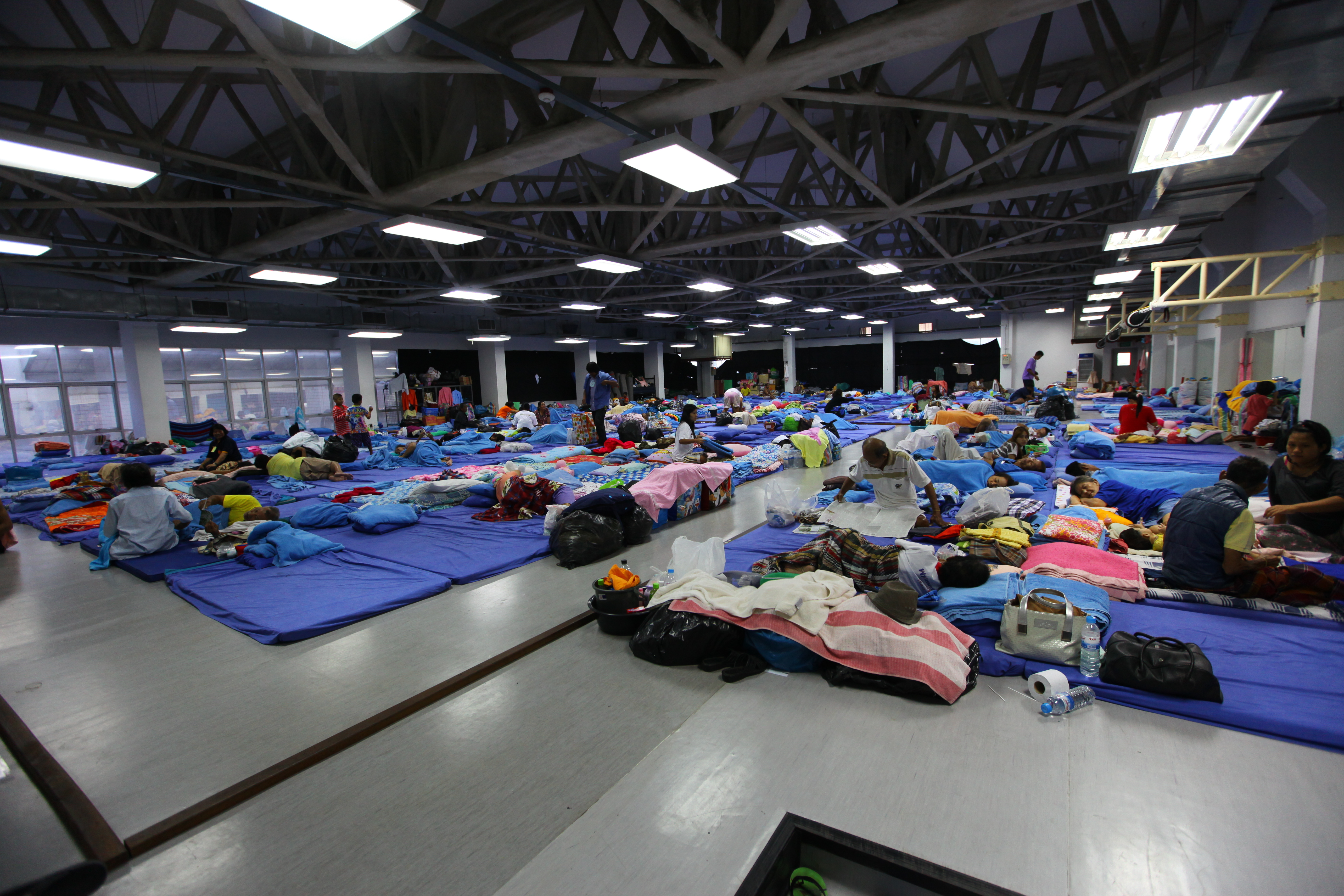
バンコク都内に設けられた、競技場や学校などを利用した臨時の避難所
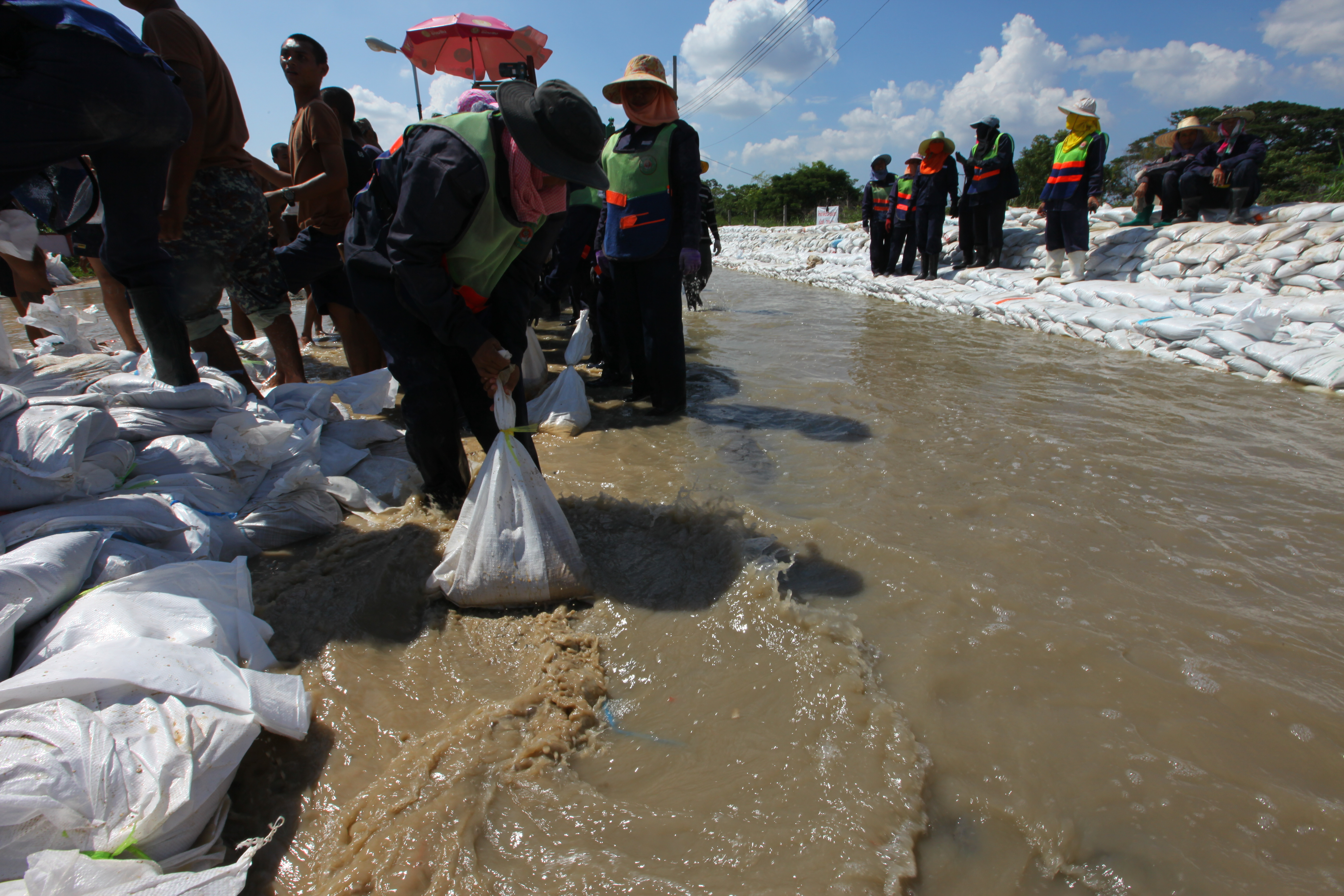
洪水を食い止めるために積まれた土嚢。効果は限定的。
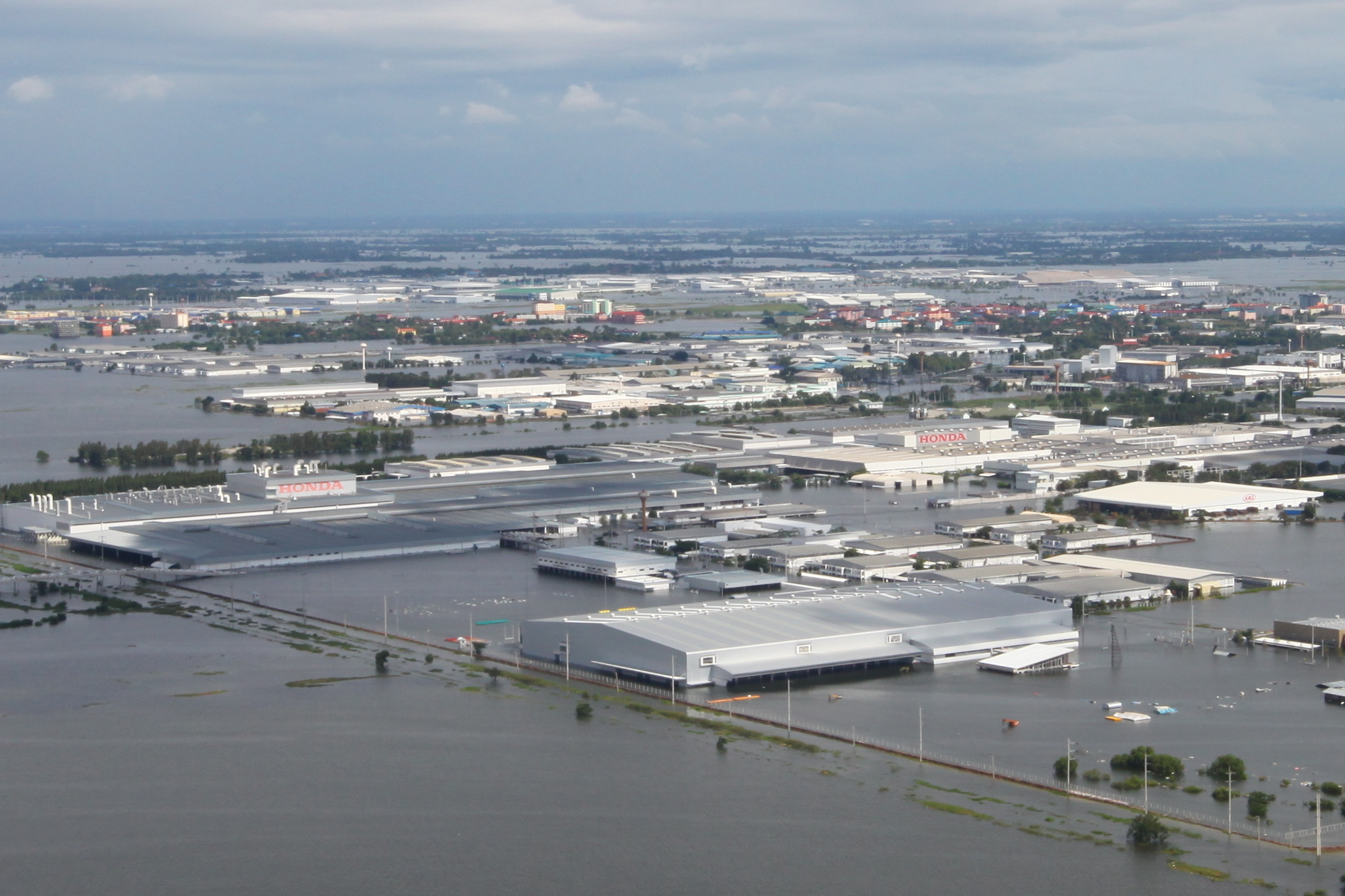
水没したローヂャナ工業団地。手前のホンダを始め、多くの企業が操業停止を余儀なくされている。
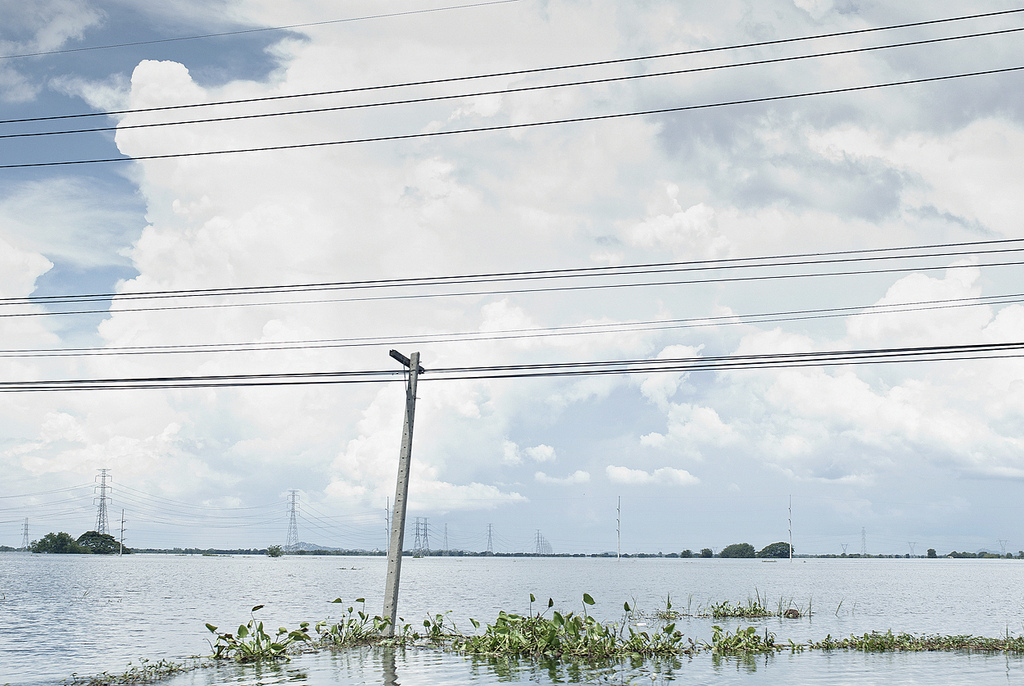
バンコク郊外の様子

### 経済への影響
11月17日時点で、推定される被害総額は3462億バーツ（約8650億円、US$825 million）である。また、タイの今年の成長率を3.1－3.4ポイント低下させると見られており、タイ中央銀行は予測成長率を見直した。そして12月の世界銀行の調べでは約1兆3600億バーツの被害と明らかとなった。

#### 製造業
タイは日系企業の進出が3100社以上と多く、アユタヤ県、ローヂャナ工業団地に工場を構えるホンダ、ニコンの他、トヨタ、日産など大手自動車メーカーやソニー、東レ、TDK、チョンブリ県のクボタなど多くの被害が報告されており、10月22日までに日系460社が被害を被った。
タイは世界シェア30%に及ぶ第2位のHDD生産国であり、HDDメーカー大手であるウエスタンデジタルとシーゲイト・テクノロジー、東芝ストレージデバイス（当時）、生産に伴う部品供給元である日本電産（現・ニデック）、レンズメーカーのHOYAなどは共にタイ国内に生産拠点を抱えている。そのためIT産業、とりわけPCメーカーに大きな影響を与え、HDDの高騰に繋がっている。
こうした洪水被害に対して、日本の進出企業はアマチュア潜水夫の協力で水中から特に金型を救い出して日本へ運び、タイ工場担当の約五千人のタイ人に通常は難しい短期就労ビザを現地JETRO・大使館・外務省の協力で得て、日本の親会社で働いてもらうことによって、比較的短期に生産回復したという報道がされている。

### 観光業
洪水によってタイ国内および国外からの観光客が減少し、タイの観光業に影響が出ている。220,000人から300,000人の観光客がこの洪水によって観光をキャンセルした。